# Рильський монастир
Ри́льський монасти́р (болг. Рилски манастир, болг. Манастир «Св. Иван Рилски» — «монастир святого Івана Рильського») — найбільший ставропігіяльний чоловічий монастир Болгарської православної церкви. Монастир у Кюстендильській області Болгарії, на північному заході гірського масиву Рила. Входить до складу общини Рила. Він був заснований в X столітті св. Іваном Рильським у верхів'ях річки Рильська, (ліва притока річки Струма) на висоті 1147 м над рівнем моря. Рильський монастир є однією з найважливіших культурних пам'яток в Болгарії, символ Болгарії, у 1983 році був включений до переліку Світової спадщини ЮНЕСКО.
Рильський монастир особливо активно відвідують туристи, що зупиняються в Софії чи на бальнеологічному й водночас гірськолижному курорті Боровец.

## Історія

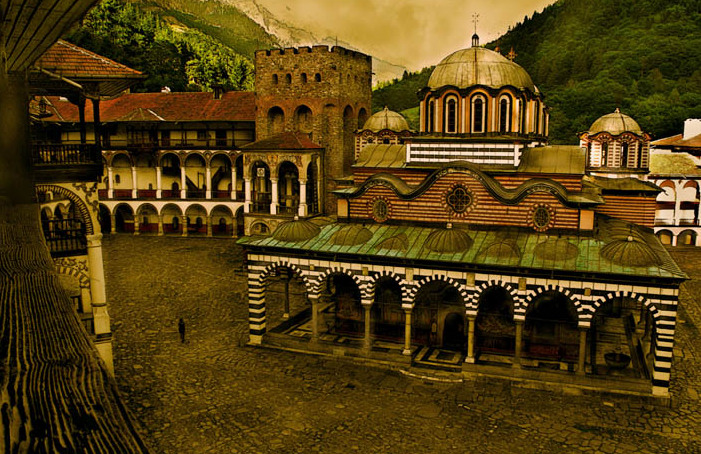
Монастирський двір

За переказами, заснований в 30-ті роки X століття преподобним св. Іваном Рильським (876—946 рр.), чиє ім'я він носить, починаючи з часу правління болгарського царя Петра I (927—968 рр.). Святий Іван жив у печері неподалік від нинішнього монастиря, тоді як сам монастир був побудований його учнями, які прийшли в гори, щоб продовжити навчання. Майже від часу створення монастир підтримували й шанували правителі Болгарії. Мало не кожний правитель Другого Болгарського царства аж до завоювання Болгарії турками-османами жалував значні суми монастирю, завдяки чому він став культурним і духовним центром Болгарії. Розквітом монастиря був період з XII по XIV століття.

У XIV столітті, після землетрусу, монастир ґрунтовно перебудував місцевий феодал Хрельо Драговол, перетворивши його в солідно укріплений архітектурний ансамбль. Проте в середині XV століття турки розграбували і зруйнували це святе місце. До наших днів збереглися вежа (1334—1335 рр.), названа на честь Драговола, а також трон єпископа і різьблені ворота згорілої в 1833 році середньовічної церкви.

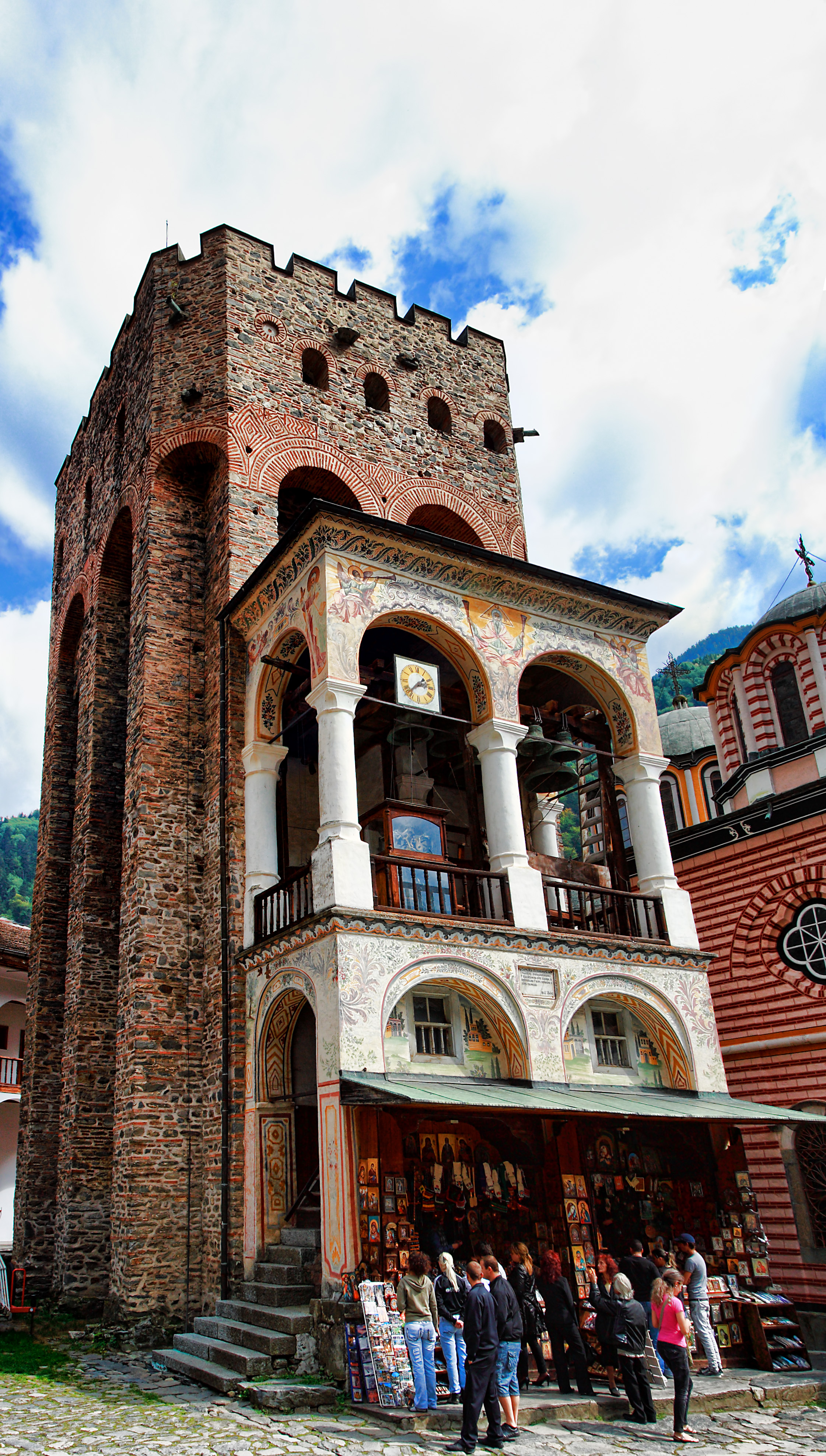
Вежа Хрельо Драговола, XIV століття

У другій половині XV століття почалося духовне і культурне відродження монастиря. У 1466 році три брати з Кюстенділа Давид, Теофан і Йоасаф домоглися в Константинополі у султана спеціальної охоронної грамоти та уклали договір про взаємодопомогу між Рильським монастирем і монастирем Святого Пантелеймона на горі Афон (оригінал цього документа зберігається в музеї монастиря). У 1469 року вони перенесли сюди зі зруйнованої турками столиці Тирново мощі св. Івана Рильського. Відроджувався і облаштовувався монастир і завдяки пожертвам Російської православної церкви, 1558 року до Москви, у пошуках грошей, церковного начиння та книг Рильського ченці відправили цілу делегацію. У XVI—XVII ст. розширюються контакти і з іншими сусідами — сербськими, румунськими, грецькими монастирями, і особливо зі слов'янськими монастирями на Святій горі.
У роки панування османів монастир виступав у ролі хранителя болгарської мови та культури. У часи болгарського національного відродження (XVIII—XIX століття) монастир згорів у пожежі (1778, 1833), але був відновлений. Уся країна збирала гроші. Саме тоді територія монастиря набула нинішнього вигляду. У 1844 році Неофіт Рильський заснував при монастирі школу.
У монастирі зберігаються мощі св. Івана Рильського й чудотворна ікона Богородиці «Одигітрія» з 32 чотирикутними перегородками з мощами святих, одна з трьох найшанованіших ікон Болгарської православної церкви [http://www.pravoslavie.ru/cgi-bin/sykon/client/display.pl?sid=499%5Bнедоступне+посилання+з+квітня+2019%5D][недоступне посилання з вересня 2019].
У 1976 році монастир був визнаний національною історичною пам'яткою, а в 1983 році — об'єктом Світової спадщини ЮНЕСКО. З 1991 року монастир підпорядковується Священному синоду Болгарської церкви.
25 травня 2002 року папа Іоанн Павло II відвідав монастир під час свого паломництва до Болгарії.

## Монастирські будови

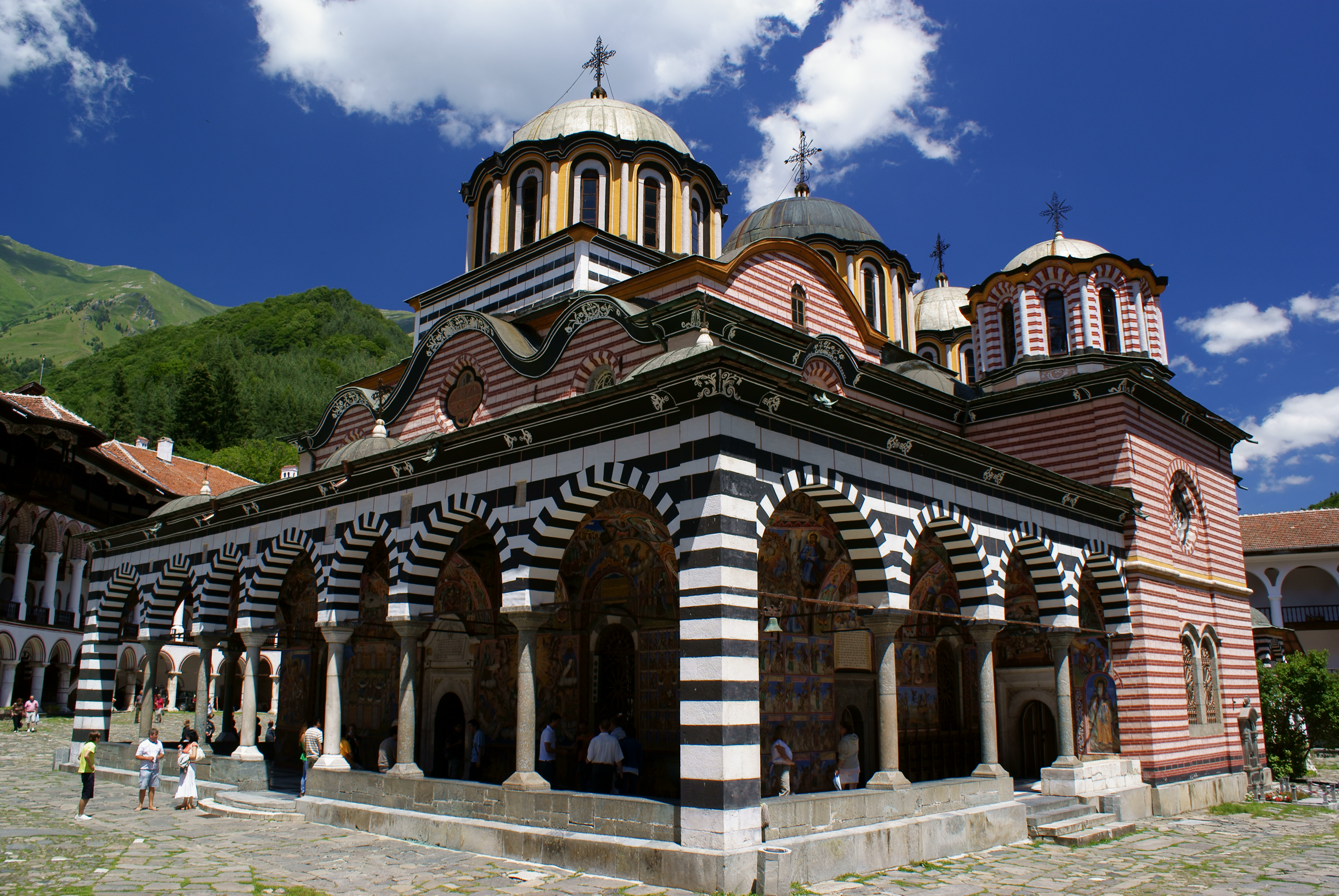
Монастирський собор Різдва Богородиці.

Сучасний комплекс монастиря має форму неправильного чотирикутника і займає територію в 8800 м², центром її є внутрішній двір, де розташовані башта і головна церква.

### Головна церква

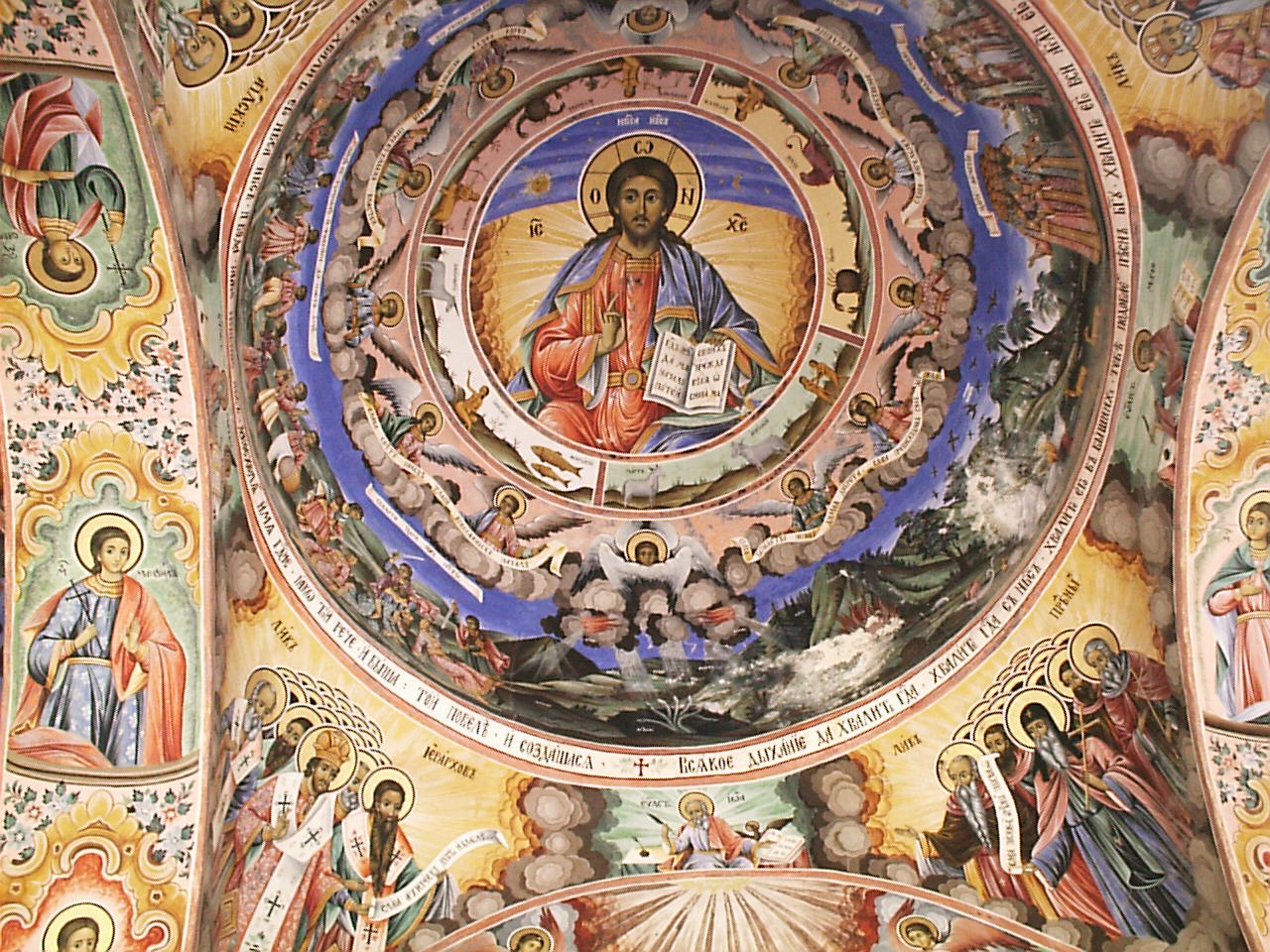
Фрески в головній церкві

Кафолікон монастиря був побудований в середині XIX століття (архитектор Павел Йоанов) на місці невеликої церкви 1343 року. Церква увінчана 5 куполами, має три вівтаря та дві прибудови. У цій церкві є відомі фрески, (в тому числі й Захарія Зографа) та ікони.

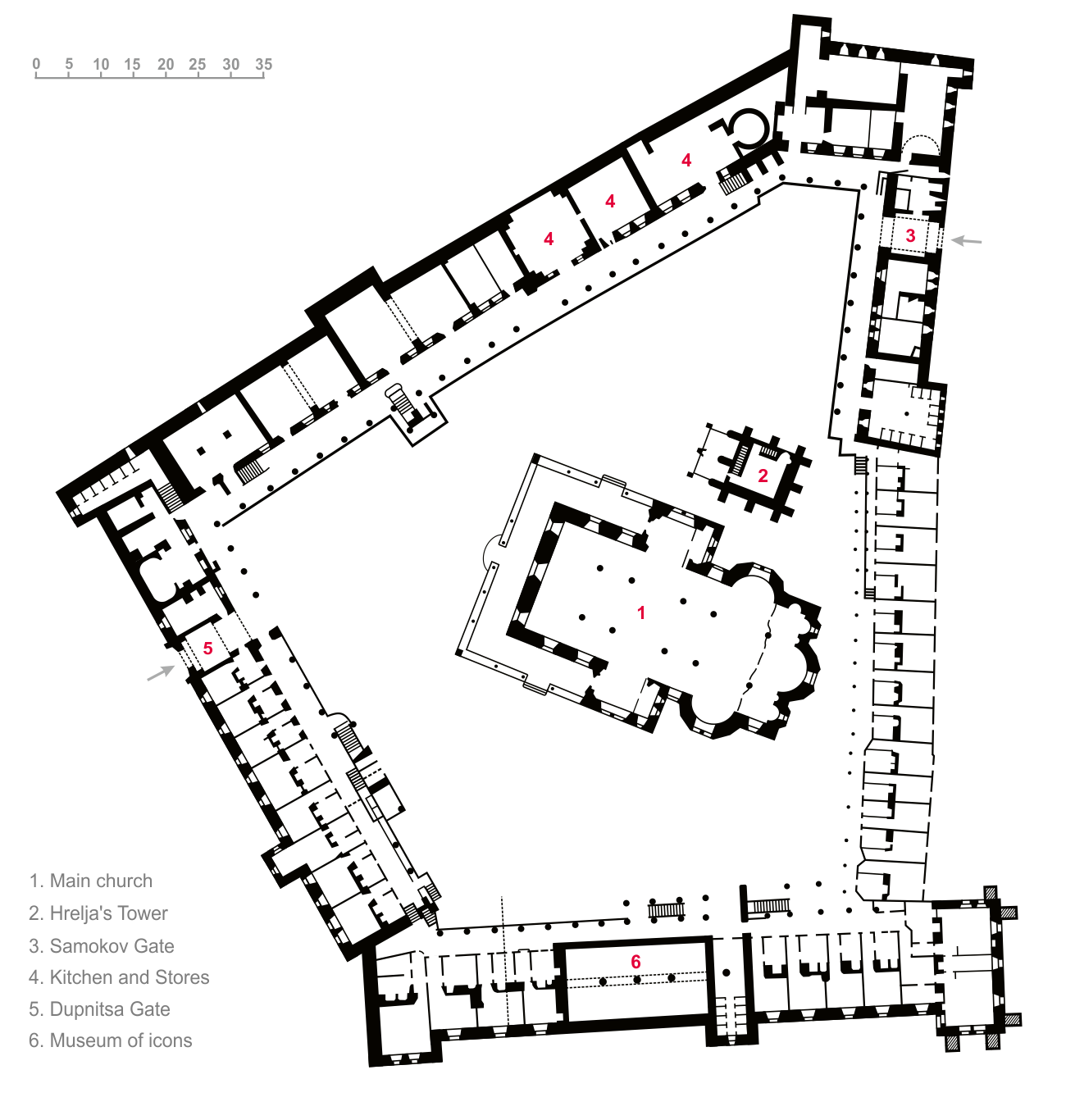
План монастиря

### Житлова частина
Тут розташована стародавня бібліотека. У бібліотеці, надзвичайно багатій на книжки, що збиралися століттями, зберігаються цінні пам'ятки болгарської писемності — до 250 рукописних книг XI—XIX ст., 9 тис. стародруків, нотні записи, гравюри часу Болгарського відродження.

### Монастирський музей
Музей на території монастиря має в своєму зібранні 35 тис. експонатів. Це і багата колекція ікон, і твори ужиткового мистецтва, культові та етнографічні предмети. Монастирський музей відомий насамперед Хрестом Рафаїла — унікальним зразком різьби по дереву, на якому зображені 104 релігійні сцени і 650 мініатюрних фігур. Ченцеві Рафаїлу створення цього шедевра (закінчений у 1802 р.) коштувало 12 років життя і втрати зору.

## Монети
У 1981 році Рильський монастир був викарбуваний на мідно-нікелевій монеті номіналом 2 лева. Монета входить у серію монет, присвячених 1300-річчю Болгарії.
| Гурт    | Ребристий |
| Маса    | 11 грам   |
| Діаметр | 30 мм     |
| Товщина | 2.2 мм    |

## Галерея

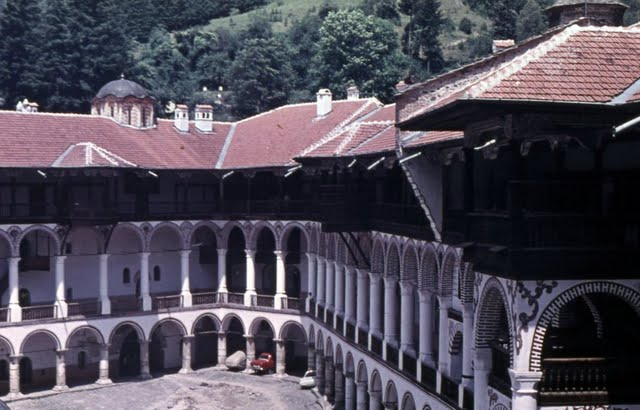
Рильський монастир
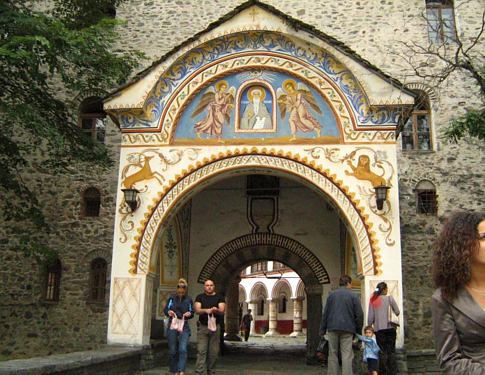
Вхід в монастир
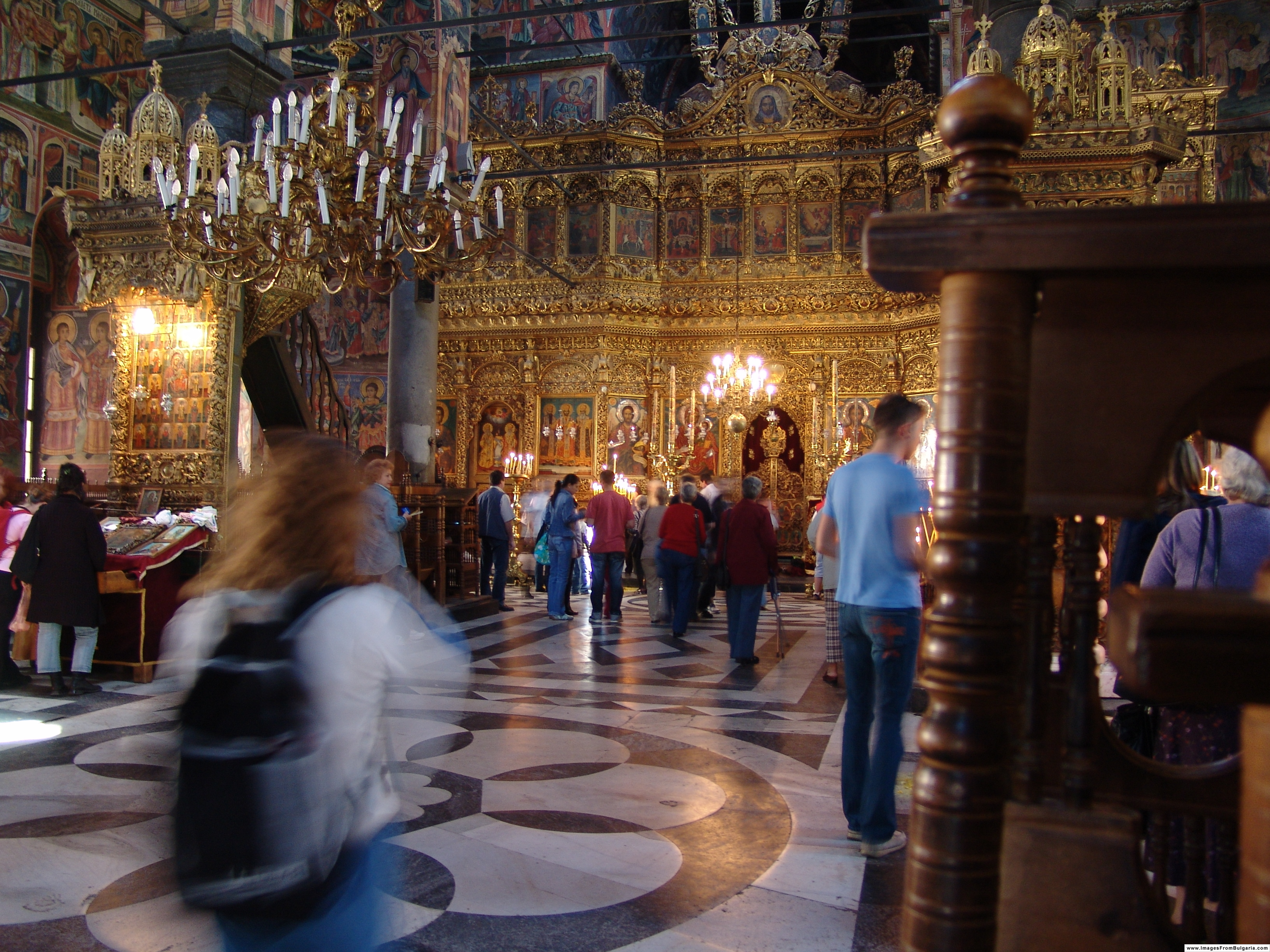
Усередині головної церкви
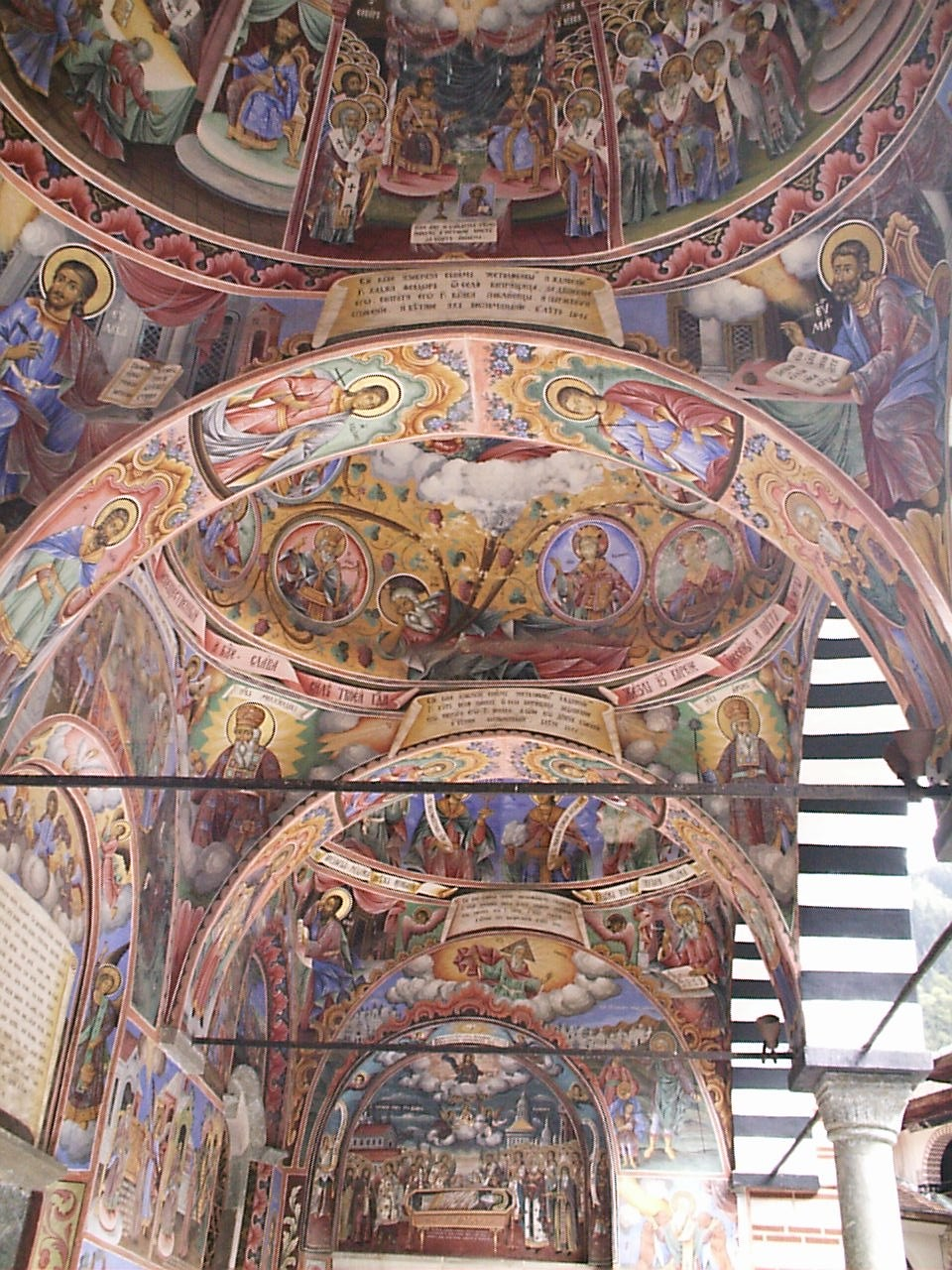
Багато прикрашений стелю головної церкви
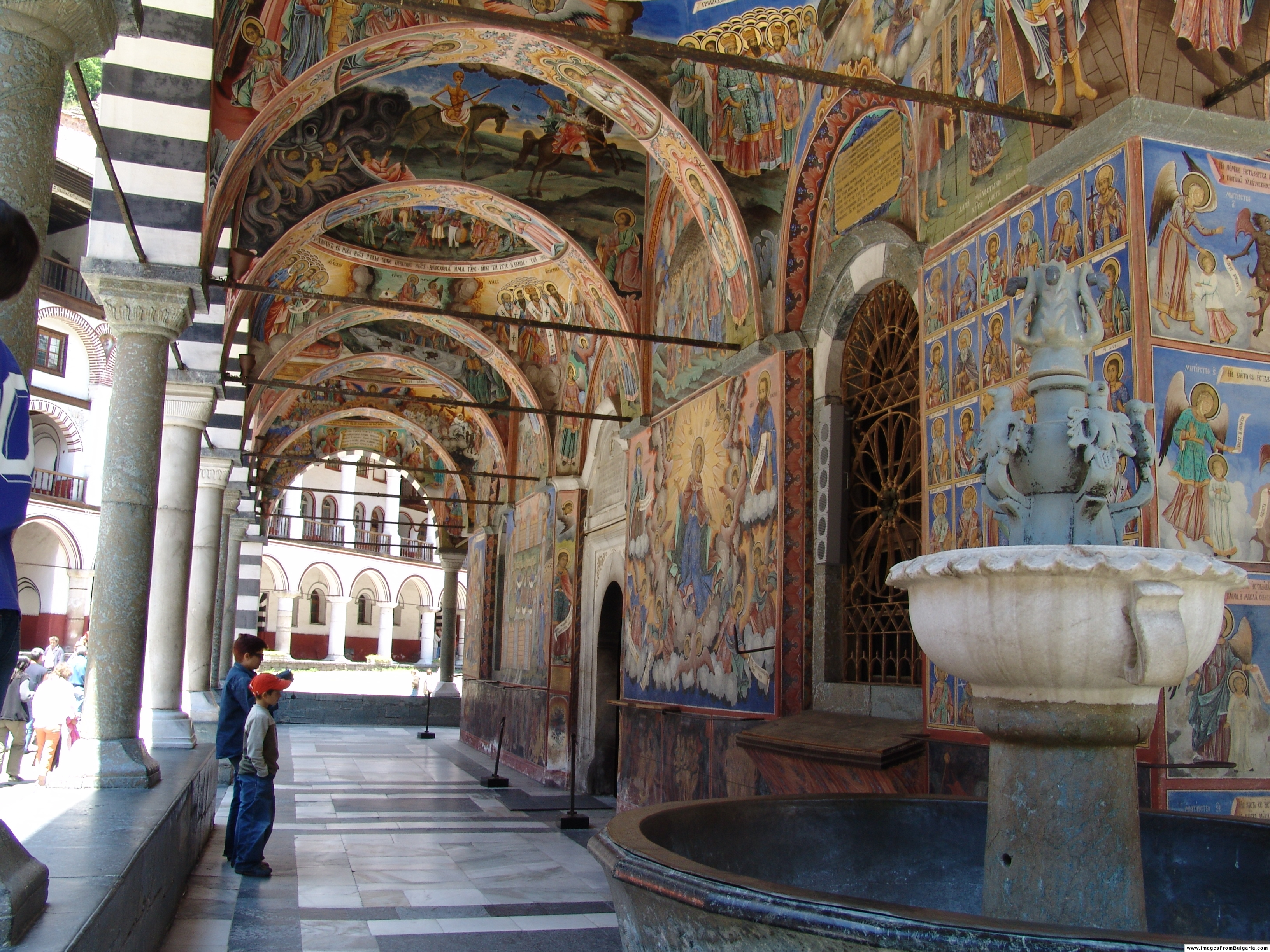
Вид
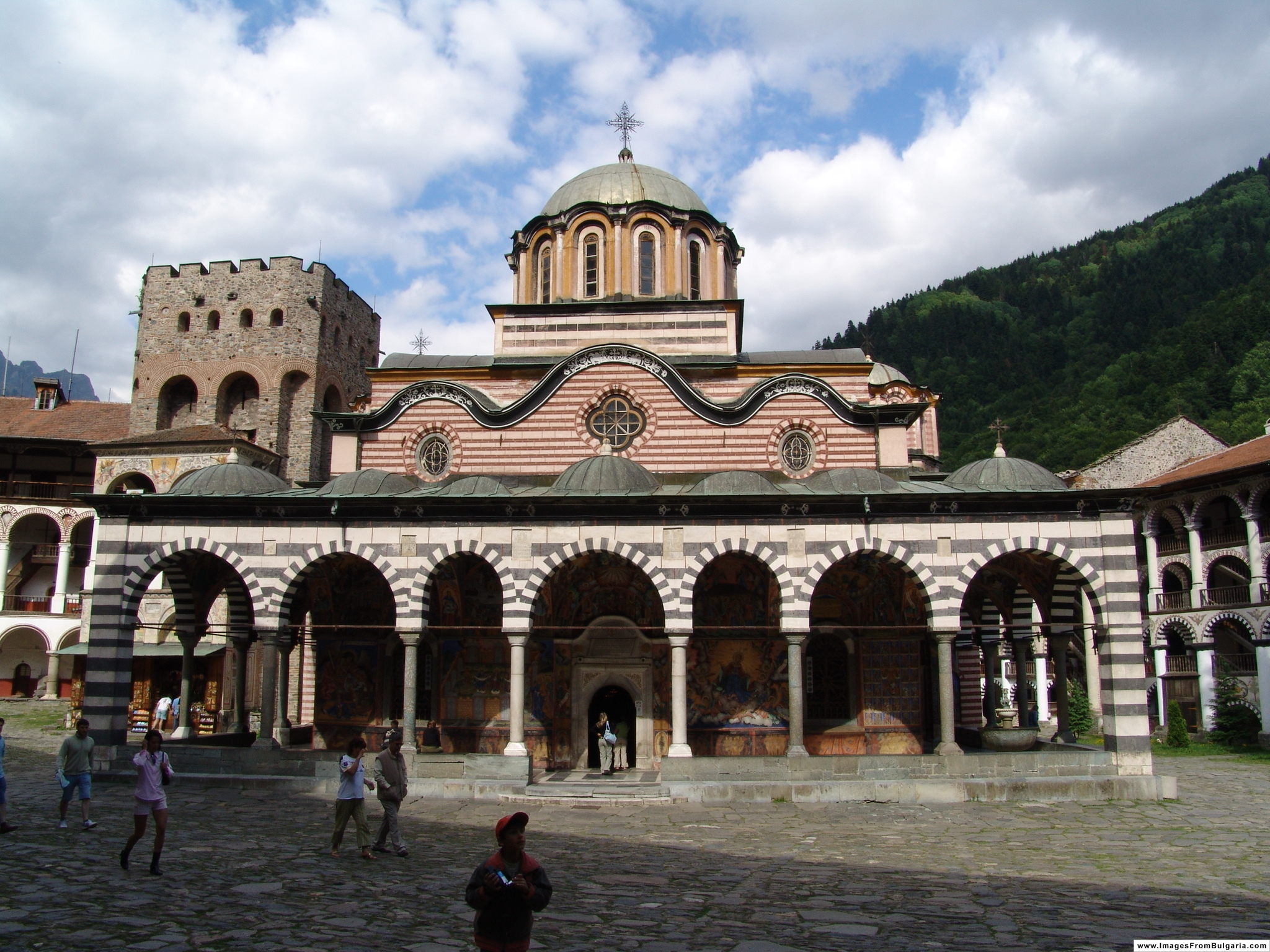
Головна церква
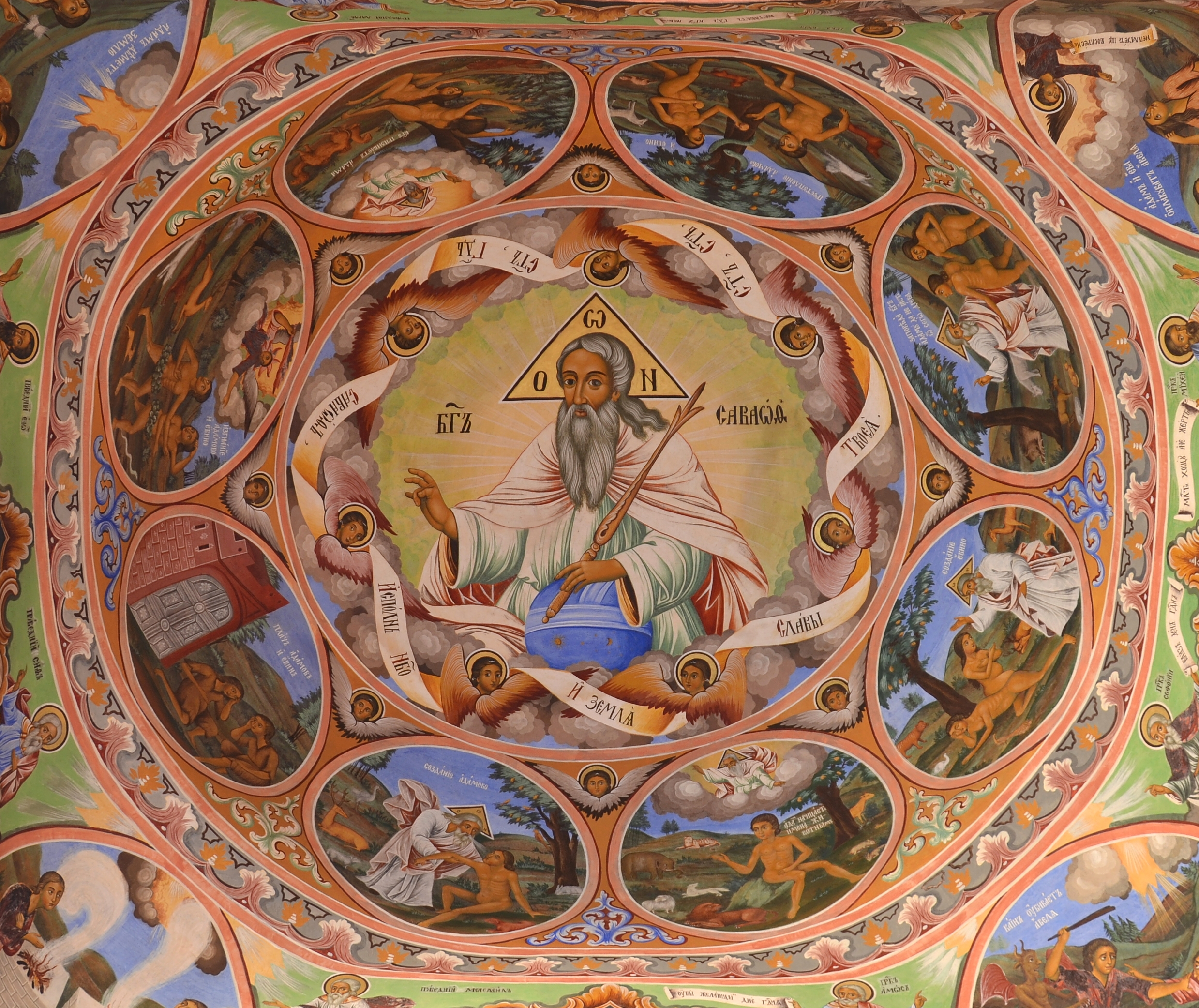
Деталі фрескового розпису
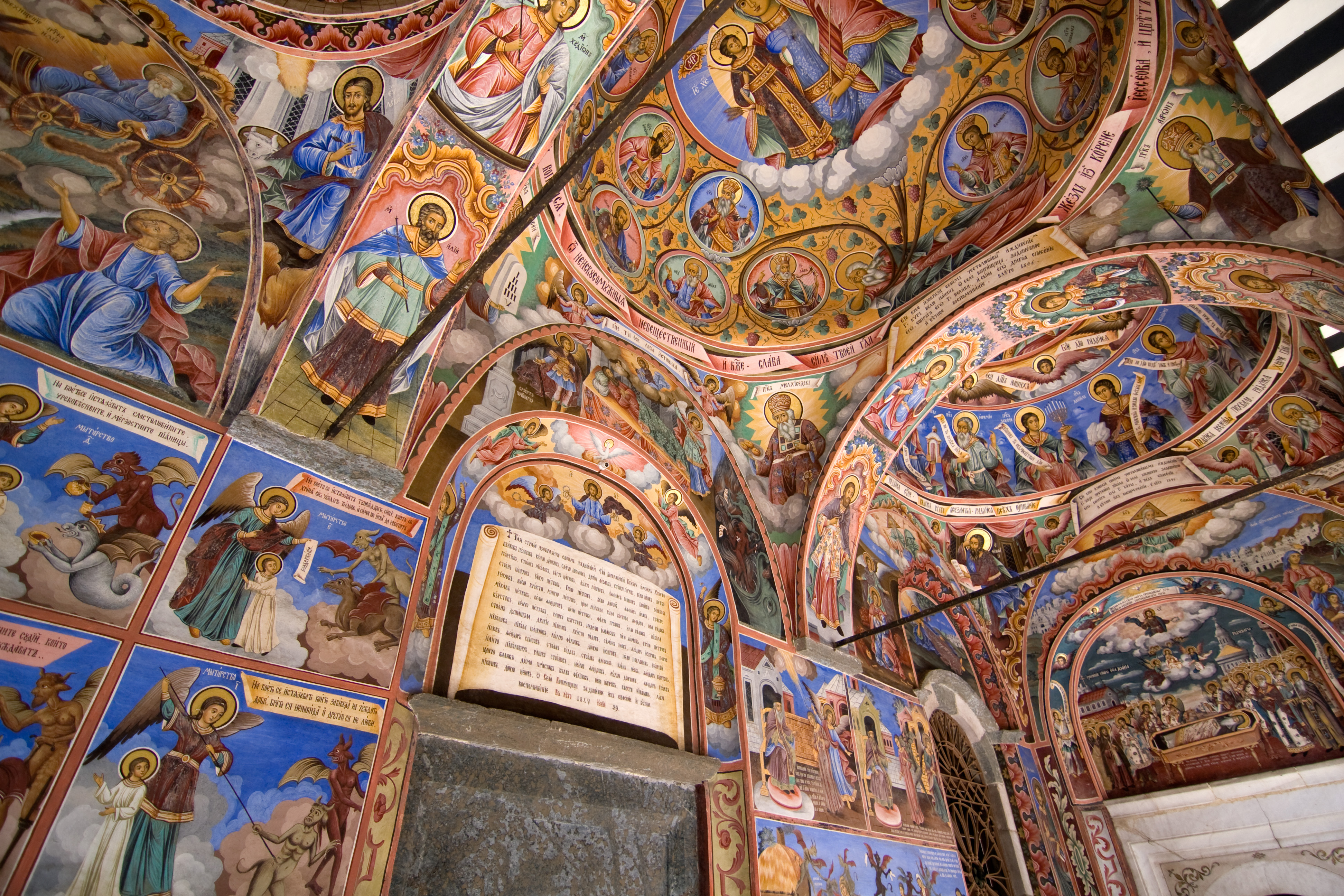
Фрески західного портика
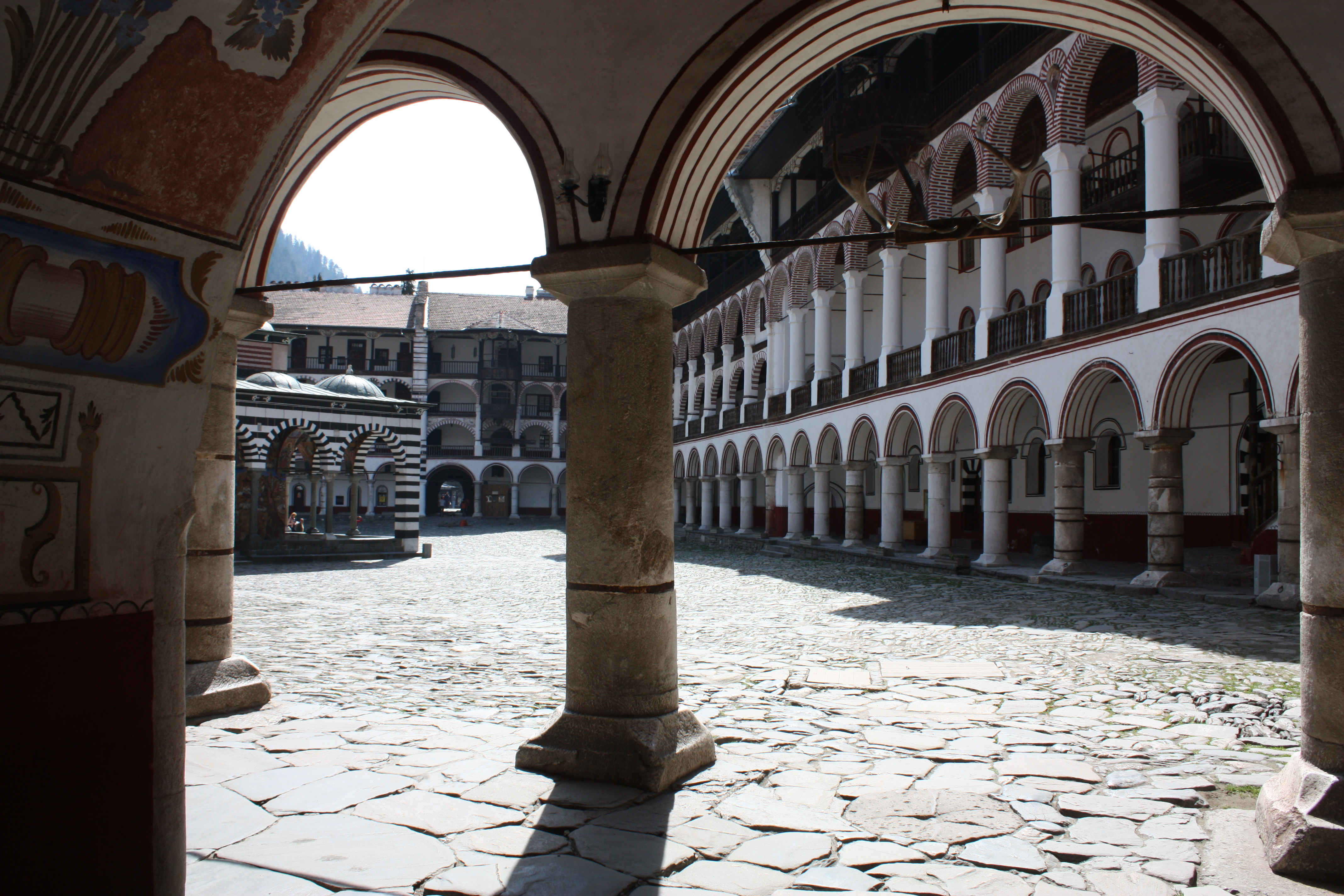
Вид на внутрішній двір і аркаду зовнішніх коридорів
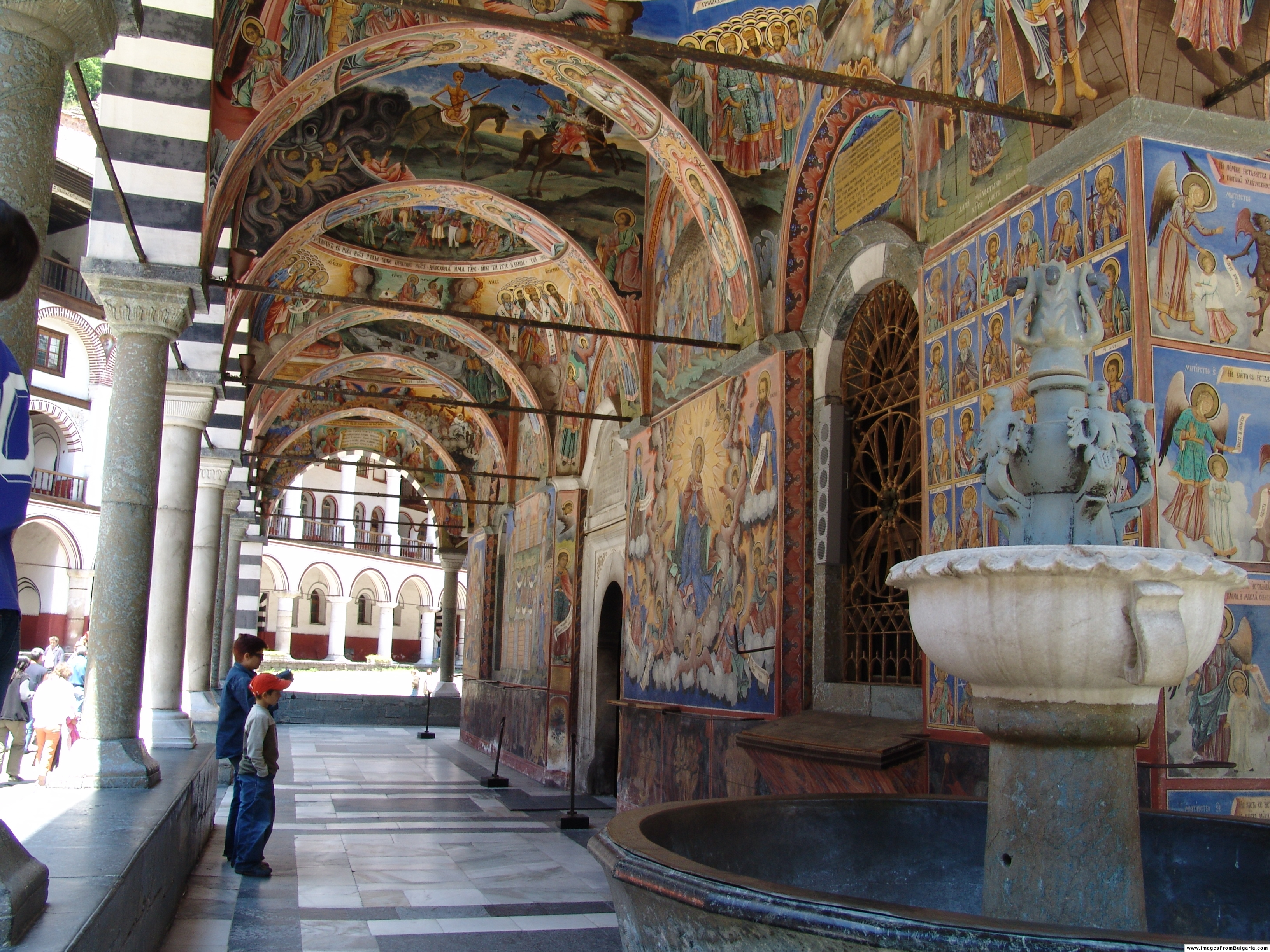
Зовнішній коридор з фресками
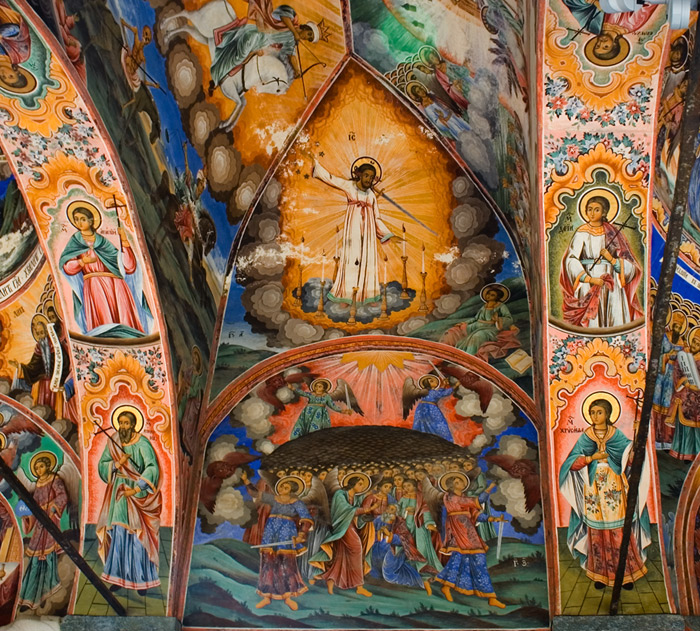
Фрагмент однієї з фресок
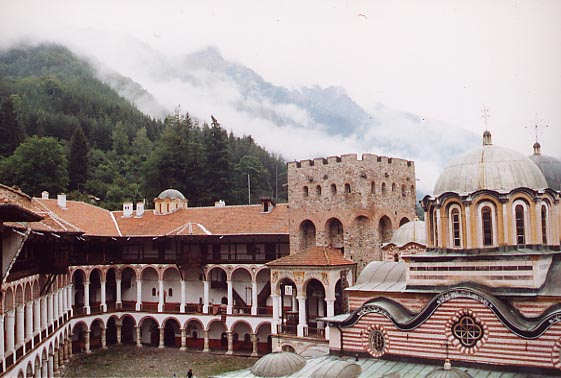
Рильський монастир на фоні гір Рила

## Населення
За даними перепису населення 2011 року, в монастирі проживали 39 осіб, з них 33 особи (94,3 %) — болгари.
Розподіл населення за віком у 2011 році:
Динаміка населення: